# Näxåsen (naturreservat)
Näxåsen är ett naturreservat i Strömsunds kommun i Jämtlands län.
Området är naturskyddat sedan 2017 och är 56 hektar stort. Reservatet ligger morr om byn Näxåsen vid östra stranden av Ströms Vattudal och består av granskog med ett litet inslag av lövträd.